# Mirosław Justek
Mirosław Justek  est un footballeur polonais né le 23 septembre 1948 à Słupsk et mort le 24 janvier 1998 à Poznań. Il évoluait au poste de défenseur.

## Biographie

### En club
Au cours de sa carrière, il dispute un total de 232 matchs en première division polonaise, inscrivant 20 buts. Il réalise sa meilleure performance lors de la saison 1976-1977, où il inscrit six buts. 
Il joue également 18 matchs en première division belge, inscrivant un but.
Avec le club du Lech Poznań, il se classe troisième du championnat polonais lors de la saison 1977-1978. Cette performance lui permet de disputer deux matchs en Coupe de l'UEFA la saison suivante, contre le club allemand du MSV Duisbourg.

### En équipe nationale
International polonais, il reçoit trois sélections en équipe de Pologne lors de l'année 1978.
Il joue son premier match en équipe nationale le 22 mars 1978 contre le Luxembourg en amical (victoire 1-3).
Le 5 avril 1978, il joue son deuxième match, en amical contre la Grèce (victoire 5-2).
Son troisième et dernier match en équipe nationale a lieu le 12 avril 1978 contre l'Irlande, une nouvelle fois en amical (victoire 3-0).
Il fait partie du groupe polonais qui atteint le second tour de la Coupe du monde 1978. Toutefois, lors du mondial organisé en Argentine, il ne joue aucun match.

## Carrière
- 1966-1976 :  Pogoń Szczecin
- 1976-1979 :  Lech Poznań
- 1979-1980 :  Royal Antwerp
- 1980-1982 :  Sporting Charleroi
- 1982-1983 :  RCS Libramontois